# 진은영
진은영(1970년~)은 대한민국의 시인이자 철학자이다.
이화여자대학교 철학과 및 같은 과 대학원을 졸업했다. 박사 학위 논문은 《니체와 차이의 철학》이다.
2000년 《문학과사회》 봄호에 〈커다란 창고가 있는 집〉 외 3편의 시를 발표하면서 시단에 나왔다. 시인 최승자가 진은영을 두고 “드디어 나를 정말로 잇는 시인이 나왔다”고 말했다.

## 수상 경력
- 2011년 현대문학상 - 《그 머나먼》

## 저서

### 시집
- 《일곱 개의 단어로 된 사전》(문학과지성사, 2003)
- 《우리는 매일매일》(문학과지성사, 2008) ISBN 978-89-320-1882-9 : 책의 첫머리 ‘시인의 말’에서 이 시집을 최승자에게 헌정했다.
- 《훔쳐가는 노래》 (창비, 2012)
- 《나는 오래된 거리처럼 너를 사랑하고》 (문학과지성사, 2022)

### 철학 책
- 《들뢰즈와 문학-기계》(소명출판, 2002) : 고미숙 등과 공저
- 《순수이성비판, 이성을 법정에 세우다》(그린비, 2004) ISBN 89-7682-939-5
- 《니체, 영원회귀와 차이의 철학》(그린비, 2007)
- 《코뮨주의 선언》(교양인, 2007) : 이진경 등과 공저
- 《문학의 아토포스》(그린비, 2014)